# Difenilmetilpiperazina
1-(Difenilmetil)piperazina, também conhecido como benzidrilpiperazina, é um composto químico orgânico| e derivado de piperazina. Apresenta um anel de piperazina com um grupo benzidrilo (difenilmetilo) ligado a um dos nitrogênios.